# Colesville (Maryland)
Pour les articles homonymes, voir Colesville.
Colesville est une census-designated place située dans le comté de Montgomery, dans l’État du Maryland, aux États-Unis. Lors du recensement de 2020, elle comptait 15 421 habitants.